# カルス (植物)

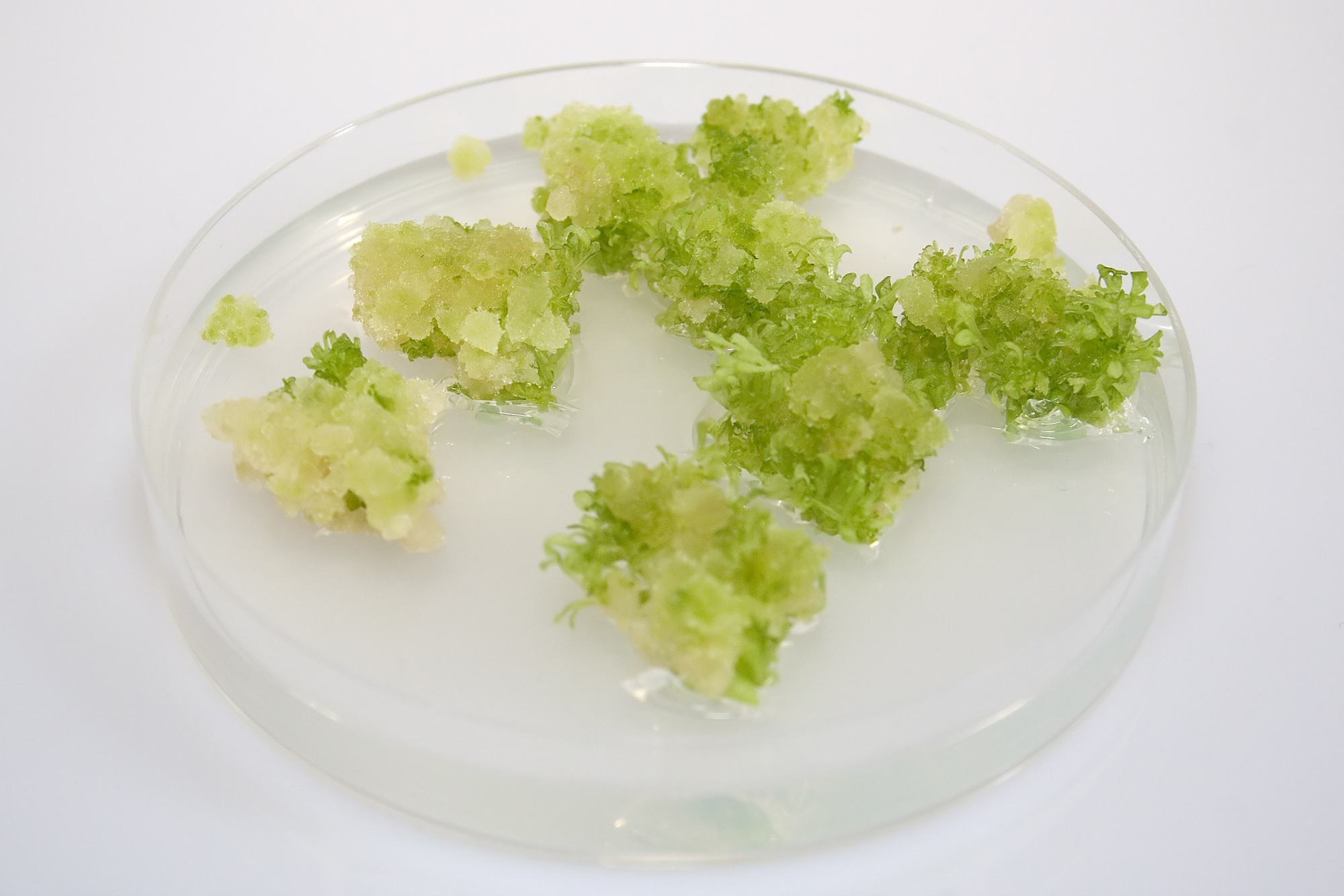
タバコ (Nicotiana tabacum) のカルス（薄緑色の不定形部。モヤシ状の濃い緑色部は再分化個体）

カルス（英語: callus）とは、固形培地上等で培養されている分化していない状態の植物細胞の塊。植物細胞の分化は何種類かの植物ホルモンの濃度比によって制御される。このことを利用して、カルスの作製・維持、植物個体への再分化を操作できる。
癒傷組織(ゆしょうそしき)、癒合組織ともいう。

## 概要
現在、カルスとは前述の通りの意味であるが、もともとは、植物に傷ができたとき、その傷口に見られる未分化状態の癒傷組織のことを指していた。いずれにしても、形成過程の違いこそあれ、「分化していない植物細胞塊」という点で同一のものである。
分化した植物細胞は、G0期という特別な細胞周期にはいり、細胞分裂を行わずに休止している。しかし、このように分化した後でも、植物細胞は分化全能性を保持している。そのため、いったん未分化の状態に戻せば（脱分化）、周囲の環境の調節しだいであらゆる方向へ再分化させることができる。この脱分化された植物細胞こそがカルスである。
脱分化及びカルス形成の方法の一例として、植物体の一部を切り取り、植物ホルモンのオーキシンとサイトカイニンが適当な濃度で含まれた培地上で培養することが挙げられる。このとき、使用する植物組織も含めて、殺菌・滅菌をしっかりと行い、完全な無菌状態で操作する必要がある。また、脱分化の際に植物細胞が要求する植物ホルモンは、オーキシンとサイトカイニンを両方必要とするもの、どちらか一方だけでよいもの、双方不要なもの、特定の植物ホルモンの組み合わせのみで起こるもの、特定の糖や窒素源を要求するもの、など、植物種や組織によって様々である。

## 利用
カルスは、その特性上、さまざまな利用法が考えられている。

### 組織培養
カルスが形成された後、培地に含まれる植物ホルモンの濃度を変えてやれば、カルスは再び分化を始める。例えば、培地中のオーキシンに対するサイトカイニンの濃度が低いときは不定根が生じ、逆にサイトカイニンの濃度が高いときは不定芽が生じる。したがって、カルスを培養する環境を適宜調節すれば、完全な植物個体を作製することが可能である。
ただし、オーキシンと分化の関係は不明な点が多い。サイトカイニンについては、その受容体と遺伝子の応答が確認されている。
カルスはもとの植物の一部であるから、この方法で作られた植物はカルスのもとの植物と遺伝子レベルで同一であり、いわゆるクローンとなる。しかし、理由は不明ながらカルス経由の再分化個体は変異幅が非常に大きい事が普通であり（培養変異）、斉一な品種の大量増殖には通常使われない。品種の大量増殖にはカルス化させずに茎葉を保ったまま行うのが普通である。組織培養の項も参照のこと。

### 雑種形成
植物細胞は普通細胞壁に覆われているが、この細胞壁をセルラーゼなどの細胞壁分解酵素を用いて取り除いた植物細胞をプロトプラストという。異種の植物のプロトプラストを混ぜ合わせ、ポリエチレングリコール（PEG）で処理したり電気的な刺激を与えると、プロトプラスト同士が融合してしまう。このことを細胞融合といい、異種の細胞同士で細胞融合が行われた場合、雑種細胞がつくられる。雑種細胞は細胞壁を再生した後、増殖してカルスとなるため、これを上記の組織培養と同じように培養すれば雑種の植物ができあがる。
この方法は交配による雑種形成が不可能である場合でも使えるが、遠縁の植物同士の雑種の場合、染色体の脱落や稔性の欠如が多々見られる。そのため、実用にならないものがほとんどである。
細胞融合による雑種形成で作られた植物には、ポマト（ジャガイモとトマト、細胞融合による雑種の最初の例）、ハクラン（ハクサイとキャベツ）、オレタチ（オレンジとカラタチ）、ヒネ（ヒエとイネ）などがある。

### 遺伝子組み換え作物の作製
カルスは遺伝子組み換え作物の作製にも利用される。アグロバクテリウムを用いた手法を例にすると、アグロバクテリウムはある種の植物細胞に感染し、アグロバクテリウムが持つプラスミドの一部を植物細胞の染色体に挿入する機構を持つ。これを利用して植物に遺伝子を導入できるが、生殖細胞に導入遺伝子が入らない限り、これは次世代に受け継がれていかない。そこで、感染した細胞からカルスを作製し、あるいはカルス細胞に導入したいプラスミドを持ったアグロバクテリウムを感染させる。プラスミドが染色体に挿入された細胞を分離し、これを再分化させて植物個体を再生すると、導入遺伝子を安定的に遺伝する遺伝子組み換え作物が出来る。